# Zap Jonway
Zap Jonway (HK) Limited ist ein Unternehmen in der Volksrepublik China. Es hat in der Vergangenheit Elektroautos hergestellt.
Dabei steht Zap (abgeleitet vom Namen des Unternehmens ZAP) für Zero Air Pollution (auf Deutsch etwa Keine Luftverschmutzung).
Der aktuelle Status des Unternehmens ist unklar. Die Website des Unternehmens war zuletzt Mitte 2017 erreichbar. Eine Produktion ist seitdem nicht mehr überliefert.

## Geschichte
Im Januar 2011 beteiligte sich das US-amerikanische Unternehmen ZAP zu 51 Prozent am chinesischen Automobilhersteller Zhejiang Jonway Automobile. Es ist unklar, ob ZAP seinen Namen daraufhin in Zap Jonway geändert hat oder ob Jonway nur Teil des Konsolidierungskreises von ZAP geworden ist. Das Unternehmen wurde am 11. Februar 2011 mit der Nummer 1560630 registriert und galt im Mai 2020 noch als aktiv.

## Modelle

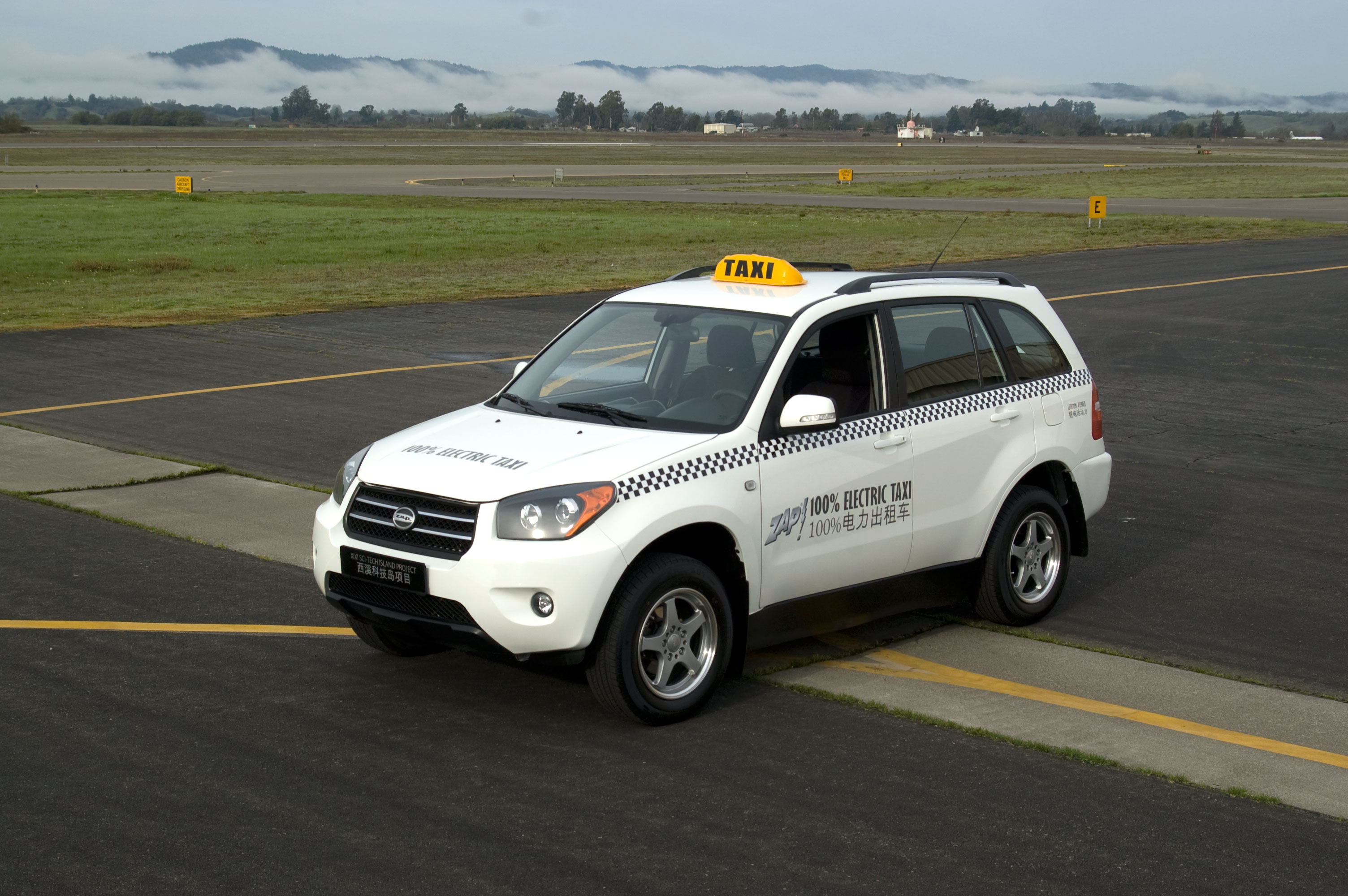
Zap Jonway A 380

Auf der Auto Shanghai wurde 2011 ein elektrisch angetriebenes Taxi auf Basis des Jonway A 380 (einem Nachbau des Toyota RAV4) präsentiert.
Im Jahr 2014 wurden die Modelle Urbee (ein Leichtfahrzeug) und Sparkee (ein dem Smart Fortwo ähnliches Modell) angekündigt.
Der Urbee wurde in den USA verkauft und ab 2016 auch in Deutschland angeboten.